# Alpha Bacar Barry
Pour les articles homonymes, voir Barry.
Alpha Bacar Barry né en 1980 à Ratoma, est un entrepreneur, chef d'entreprise et homme politique guinéen.
Il est le Ministre de l'Enseignement Supérieur, de la Recherche scientifique et de l'Innovation depuis le 13 mars 2024 dans le Gouvernement Bah Oury.
Il est le Ministre de l’Enseignement technique, de la Formation professionnelle et de l’emploi dans le gouvernement dirigé par Mohamed Béavogui du 27 octobre 2021, puis celle de Bernard Goumou du 20 août 2022 au 19 février 2024.

## Biographie
Alpha Bacar Barry est né dans la commune de Ratoma à Conakry d’une mère enseignante et d’un père militaire. Il passe ses études primaires et secondaires en Guinée et passe une partie de ses études supérieures à l’Université Gamal Abdel Nasser de Conakry d'où il est diplômé en lettres et journalisme. Puis, il part en Écosse où il obtient son master I de management d’organisation à l’Université de Stirling puis son master 2 de management opérationnel à l'université de Cambridge.

### Parcours professionnel
En 2002, il participe à la rédaction de la déclaration de Casablanca sur les jeunes et le développement durable adoptée par l’ONU en 2003, il a également travaillé à la Radio télévision guinéenne (RTG).
Après ses études en Europe, il devient consultant de l'organisation des Nations unies pour le développement industriel (ONUDI) en Afrique. En 2011, il participe au programme américain YALY (Young African Leaders) et décide la même année de créer son entreprise Jatropha.
Il est nommé par décret le 27 octobre 2021, Ministre de l’Enseignement technique et de la Formation professionnelle en remplacement de Djénabou Dramé.
Le 18 novembre 2022, le président de la république Mamady Doumbouya augmente ses attributs et devient Ministre de l’Enseignement technique, de la Formation professionnelle et de l’emploi
Le 19 février 2024, le gouvernement Bernard Goumou dont il est membre est dissout par le Comité national du rassemblement pour le développement (CNRD).
Le 13 mars 2024, il est nommé dans le Gouvernement Bah Oury au poste de Ministre de l'Enseignement Supérieur, de la Recherche scientifique et de l'Innovation en remplacement de Dr Diaka Sidibé.